# Крилатка (Польща)
Крилатка (пол. Kryłatka) — село в Польщі, в гміні Штабін Августівського повіту Підляського воєводства.
Населення — 87 осіб (2011).
У 1975-1998 роках село належало до Сувальського воєводства.

## Демографія
Демографічна структура станом на 31 березня 2011 року:
|          | Загалом | Допрацездатний вік | Працездатний вік | Постпрацездатний вік |
| -------- | ------- | ------------------ | ---------------- | -------------------- |
| Чоловіки | 40      | 8                  | 26               | 6                    |
| Жінки    | 47      | 7                  | 25               | 15                   |
| Разом    | 87      | 15                 | 51               | 21                   |